# セルゲイ・スホルチェンコフ
セルゲイ・ニコラエヴィチュ・スホルチェンコフ（Sergei Nikolaevich Sukhoruchenkov、1956年8月10日 - ）は、ロシア、ブリャンスク出身の元自転車競技（ロードレース）選手。

## 来歴
2012年のロンドン五輪・個人ロードで銅メダルを獲得したオルガ・ザベリンスカヤは実娘。
1978年
- ソビエト連邦選手権 個人ロードレース 優勝
- ツール・ド・ラブニール 総合優勝、区間3勝

1979年
- ピース・レース 総合優勝、区間2勝
- ツール・ド・ラブニール 総合優勝、区間1勝

1980年
- モスクワオリンピック
  -  個人ロードレース 優勝
- ツール・ド・ラブニール 総合2位、区間2勝

1981年
- ピース・レース 総合2位
- ツール・ド・ラブニール 総合2位

1984年
- ピース・レース 総合優勝

1989年、アルファルムと契約を結びプロ転向
- ブエルタ・ア・エスパーニャ 総合69位
- ジロ・デ・イタリア 総合54位